# Крупенникова Катерина Євгенівна
Катерина Євгенівна Крупе́нникова (рос. Екатери́на Евге́ньевна Крупе́нникова; нар. 15 лютого 1940, Ленінград, РРФСР, СРСР — пом. 25 червня 2021, Лос-Анджелес, США) — радянська і українська акторка. Заслужена артистка УРСР (1973). Нагороджена орденом «Знак Пошани», медалями.

## Життєпис
Народилася 15 лютого 1940 року в Ленінграді у родині інженера.
Малолітній в'язень концтабору «Саласпілс» (1942—1943, Латвія).
Закінчила Театральне училище імені Бориса Щукіна при Державному театрі ім. Є. Б. Вахтангова у Москві (1964).
У 1964—1966 рр. — актриса Московського театру Ленінського комсомолу.
У 1966—2000 р. актриса Київській кіностудії ім. О. П. Довженка.
Автор сценарію і продюсер д/ф «Крик» про Чорнобильську катастрофу (США, 1990, реж. К. Давидов).
Член Національної спілки кінематографістів України (1968—2000).
Виїхала до США (2000). Жила в Лос-Анджелесі.
Померла 25 червня 2021 року.

## Фільмографія
- «Коли козаки плачуть» (1963, епізод)
- «Хочу вірити» (1965, Людмила Зайковська і її дочка Маша)
- «Два роки над прірвою» (1966, Євгенія Бремер)
- «Карантин» (1968, Оксана)
- «Та сама ніч» (1969)
- «Родина Коцюбинських» (1970, Софія Соколовська)
- «Мир хатам, війна палацам» (1970, Леся)
- «Інспектор карного розшуку» (1971, експерт)
- «Ніна» (1971, Ганна Федорівна)
- «Лаври» (Зінаїда)
- «Тут нам жити» (1972, Клавдія)
- «Випадкова адреса» (1972, мати)
- «Будні карного розшуку» (1973, Кіра)
- «Небо-земля-небо» (1975, Розалія Вікторівна)
- «Жодного дня без пригод» (мати)
- «Прямую своїм курсом» (1974, Маша)
- «Шкіра білого ведмедя» (1979, Ольга)
- «Червоний півень плімутрок» (1975, Семенівна)
- «Народжена революцією» (1977, Вікторія Красовська, 9 і 10 серії)
- «За все у відповіді» (1978)
- «Забудьте слово „смерть“» (1979, Катерина)
- «Київські зустрічі» (1979, новела «Останні дні літа», Майя)
- «Житіє святих сестер» (1982, Секлетея)
- «Якщо ворог не здається...» (1982, Лебедєва)
- «Бухта смерті» (1991)
- «Тупик» (1998)